# Renzo Villa
Renzo Villa, all'anagrafe Lorenzo Villa (Luino, 14 giugno 1941 – Varese, 16 dicembre 2010), è stato un editore, conduttore televisivo e autore televisivo italiano, pioniere della televisione commerciale italiana.

## Biografia
Prima di occuparsi di televisione, Villa è un impiegato dell'ufficio imposte presso il comune di Varese. Artisticamente partecipa alle attività delle filodrammatiche dei teatri degli oratori di provincia.
Venuto a conoscenza dell'esistenza di Telebiella,  ne incontra il fondatore Peppo Sacchi (ex regista Rai) per capire se c'è la possibilità di far nascere una tv via cavo anche a Varese. Contatta Enzo Tortora (allora lontano dalla Rai e collaboratore di Sacchi a Telebiella) e lo mette al corrente dei suoi progetti,dando così inizio ad un sodalizio lavorativo e di amicizia che si prolunga per parecchi anni.
Abbandonando l'idea di una tv via cavo (che avrebbe raggiunto solo pochi utenti), nel 1975, al fianco di Enzo Tortora e del petroliere Giuseppe Mancini, inaugura l'emittente Telealtomilanese, la prima tv privata in Italia a trasmettere via etere. Ben presto la polizia postale sequestra il trasmettitore e le telecamere dell'emittente, ma la storica sentenza che segue al processo dà ragione a Villa e ai suoi soci e la tv può continuare a trasmettere. Gli studi di Telealtomilanese sono molto piccoli, ma la innovativa emittente viene molto seguita ed amata nella zona in cui viene ricevuto il segnale, che, seppur locale, arriva fino a Milano. Le immagini sono a colori quando ancora la Rai trasmette in bianco e nero Personaggio di spicco è sempre Enzo Tortora che conduce il Pomofiore ed Aria di mezzanotte, il primo rotocalco televisivo notturno. Degli spogliarelli trasmessi in diretta il sabato notte su Telealtomilanese, gli abitanti della zona ancora se ne ricordano. Innovativo anche il servizio di rassegna stampa che, verso le 2 di notte della domenica, mostrava le prime pagine dei giornali che sarebbero stati in edicola il giorno dopo.
In Telealtomilanese Renzo Villa, oltre che occuparsi della gestione, legge il telegiornale e conduce la trasmissione Video libero, da lui ideata (la prima in assoluto in cui i telespettatori possono parlare con gli ospiti in studio, al telefono e senza filtri). Innovativo anche il servizio di rassegna stampa.
Lasciata Telealtomilanese, per dissapori con il socio di maggioranza, nell'autunno del 1976,  il 3 novembre 1977 Villa fonda insieme all'amico Enzo Tortora una nuova emittente, Antennatre Lombardia, una tv all'avanguardia dal punto di vista della tecnologia e del linguaggio televisivo: lo Studio 1 è il più grande studio televisivo di Europa, Laboratorio di creatività e di sperimentazione, Antennatre manda in onda tutte le sere trasmissioni che riscuotono un grande successo di pubblico, come La bustarella condotta da Ettore Andenna, Il Pomofiore condotto prima da Enzo Tortora e poi da Lucio Flauto, Lo Squizzofrenico e Il Guazzabuglio, Il telegramma condotte da Jerry Bruno, Non lo sapessi ma lo so condotta da Teo Teocoli e Massimo Boldi, al debutto sulla scena televisiva, Meglio Gufi che mai. condotta dallo storico gruppo I Gufi che si riuniscono in quell'occasione dopo molti anni. 
Al contrario di altri editori televisivi che non apparivano quasi mai in video nelle loro emittenti, Villa raggiunge la notorietà conducendo la trasmissione Bingooo. Questa trasmissione, in onda dallo Studio 1 di Legnano per una decina di stagioni circa, prevede una serie di giochi legati alla variante anglosassone della tombola, e nel 1984 viene premiata dal Telegatto.
Villa incide anche dischi, rivolti a un pubblico di bambini: la sua canzone più nota è Caro Papà. Grande successo ha anche la canzone "Una fetta di sorriso", sigla finale della trasmissione Bingooo, cantata dallo stesso Villa.
In seguito al passaggio della proprietà di Antennatre al gruppo Giunco– Bernasconi, Villa rimane a collaborare con l'emittente, anche se non più come conduttore. Dal 1993 gestisce il servizio Teletext delle emittenti di proprietà del nuovo editore di Antennatre.

Da sinistra: Villa ed Enzo Tortora al quarto anniversario di Antenna 3 Lombardia (1981)

Un vanto della carriera imprenditoriale è certamente quello di aver scoperto e portato al successo molti talenti comici, reclutati nei cabaret milanesi e di aver contribuito alla crescita di numerose aziende locali, permettendo loro di accedere alla pubblicità televisiva. 
Nel novembre del 2006 è stato intervistato dagli inviati del programma Matrix di Canale 5, in una delle quattro puntate dedicate alla storia delle TV libere.
Dopo alcuni mesi di malattia, è morto nella sua casa di Masnago, rione di Varese, il 16 dicembre 2010. Nell'ultimo periodo della sua vita, insieme alla figlia Roberta, ha scritto il libro autobiografico Ti ricordi quella sera? La storia delle prime televisioni private in Italia, raccontata da uno dei protagonisti e ha seguito la realizzazione di una tesi di laurea dedicata alla sua figura.
In sua memoria la famiglia ha dato vita all'associazione Amici di Renzo Villa. Il Comune di Germignaga gli ha dedicato un anfiteatro in località Boschetto.
il 16 dicembre 2020, nel decimo anniversario della sua morte, è stato messo online il sito www.viaperbusto15.it dove sono pubblicati, oltre al docufilm omonimo, vari spezzoni di filmati d'epoca organizzati per categoria, documenti, fotografie,testimonianze, ecc.

## Omaggi
Dal 2016 al 2022 sono state allestite diverse edizioni della Mostra "Ti ricordi quella sera?", che ripercorre la storia di Antenna 3 Lombardia. L'edizione di Milano si è svolta a Palazzo Pirelli (sede del Consiglio regionale della Lombardia) nel novembre 2017, in occasione del quarantesimo anniversario dalla fondazione di Antennatre.
La storia imprenditoriale e ed artistica di Renzo Villa è ricostruita nel docufilm "Via per Busto, 15 - La televisione commerciale è nata qui" del regista Marco Pugno, presentato per la prima volta a Palazzo Pirelli nel 2017 e visibile online gratuitamente sul sito www.viaperbusto15.it

## Opere
- Ti ricordi quella sera? La storia delle prime televisioni private in Italia, raccontata da uno dei protagonisti, edizione Televideo3 (2010) ISBN 978-88-905616-0-3 (autobiografia di Renzo Villa, scritta in collaborazione con la figlia Roberta). Il libro è disponibile sul sito www.viaperbusto15.it.